# Nolby, Mariestads kommun
Nolby är en ort på ön Torsö i Torsö socken i Mariestads kommun. SCB har för bebyggelsen i östra delen av orden avgränsat en småort benämnd Nolby (östra delen), som år 2010 hade 63 invånare.